# 진기홍
진기홍(1914년 전라북도 고창군 ~ 2010년)은 대한민국의 공무원이다.

## 학력
- 1933~1937 국학대학 사학과 학사

## 경력
- 광주체신청장
- 1995~2004 KBS TV쇼 진품명품 감정위원
- 한국우취연합 고문

## 출연작
- 1995~2004 KBS 1TV TV쇼 진품명품

## 도서작
- 1968 한국체신사